# فهرست مراکز آموزش و یگان نظام وظیفه

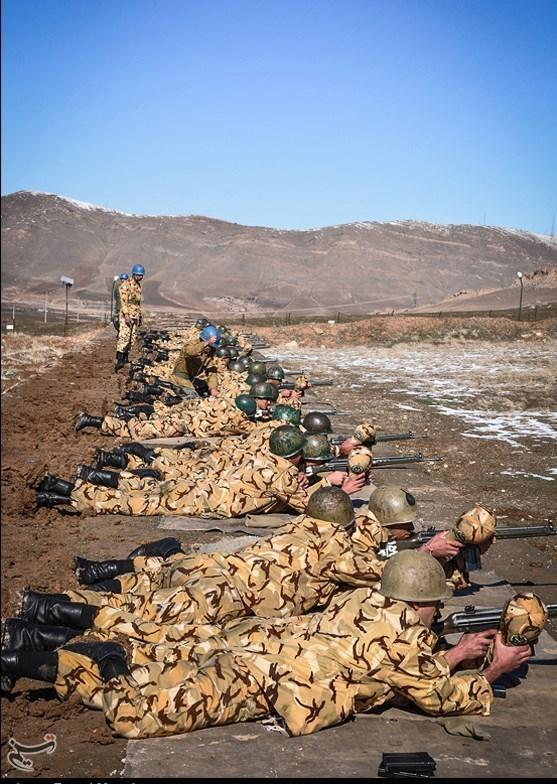
سربازان در حال تمرین تیراندازی (پادگان کرمانشاه)

مراکز آموزش و یگان نظام وظیفه مجموعه‌ای از مراکز آموزش و یگان نظام وظیفه شامل نوع یگان و شهر محل خدمت می‌باشد. یکی از اصلی‌ترین دوره‌های سربازی در ایران، «آموزشی» است که در آن آموزش‌های نظامی به سربازان داده می‌شود به‌طوری‌که قادر باشند پس این دوره در جنگ حضور یابند. این دوره که دو ماه به طول می‌انجامد شامل آموزش‌هایی از قبیل اسلحه‌شناسی، آموزش تیراندازی، انواع استتار، مسیریابی در شب و روز و … است. این دوره ممکن است در هر یک از پادگان‌های ارتش، سپاه و نیروی انتظامی باشد.
| نام محل خدمت      | یگان خدمتی | فرمانده                      | استان             | شهر       | آدرس |
| ----------------- | ---------- | ---------------------------- | ----------------- | --------- | --- |
| محمد رسول‌الله (ص) | مرزبانی    | سرتیپ دوم قربانعلی داوطلب    | خراسان جنوبی      | بیرجند    | کیلومتر ۲۰ جاده بیرجند زاهدان |
| ثامن الائمه       | مرزبانی    | سرتیپ دوم ستاد محمدعلی محمدی | خراسان رضوی       | مشهد      | اتوبان کلانتری - ابتدای خیابان شهدای ارتش (مرزبانی)                                                                               |
| شهید عامری        | مرزبانی    |                              | سیستان و بلوچستان | زاهدان    | مرکز آموزش مرزبانی |
| شهید رجایی        | مرزبانی    |                              | کرمانشاه          | کرمانشاه  | سراب نیلوفر (فاصله از کرمانشاه ۲۰ کیلومتر)                                                                                        |
| ولیعصر            | مرزبانی    | سرهنگ نظری                   | سیستان و بلوچستان | زابل      | مختصات: N31.042500, E61.507500 |
| ولیعصر            | انتظامی    | سرتیپ دوم ابوالفضل شهبازی    | آذربایجان شرقی    | تبریز     | پشت پمپ بنزین ایل گلی اتوبان شهید کسائی                                                                                           |
| قدس               | انتظامی    |                              | آذربایجان شرقی    | تبریز     | جاده تبریز_بستان‌آباد، روستای سعید آباد خیابان شهیدچمران                                                                           |
| امام سجاد (ع)     | انتظامی    |                              | آذربایجان غربی    | کهریز     | واقع در نزدیکی پادگان قوشچی ارتش، روستای کهریز                                                                                    |
| مالک اشتر         | انتظامی    | سرهنگ غلامعلی بی‌غم           | مرکزی             | اراک      | کیلومتر ۴ جاده خمین - بعد از شهرک دانشگاهی. N34.048666, E49.812350                                                                |
| شهید بهشتی        | انتظامی    |                              | اصفهان            | اصفهان    | کمربندی شرق اصفهان- ادامه روشن دشت - نرسیده به شهرک حاج میرزایی N32.595822, E51.785045                                            |
| جوادالائمه        | انتظامی    |                              | خراسان رضوی       | سبزوار    | سبزوار - کمربندی جنوبی - شهرک صالح آباد                                                                                           |
| شهید درویش        | انتظامی    |                              | خوزستان           | اهواز     | کیلومتر ۱۵ جاده ماهشهر بعد از پلس راه N31.257055, E48.835607                                                                      |
| شهید دستغیب       | انتظامی    |                              | فارس              | جهرم      | مختصات: N28.495833, E53.542500 |
| شهید ادیبی        | انتظامی    | سرهنگ غلامعلی بی غم          | مازندران          | مرزن آباد | یک کیلومتر بالاتر از سه راه مرزن آباد N36.453889, E51.287778                                                                      |
| شهید بیگلری       | انتظامی    |                              | اردبیل            | مشکین شهر | مشگین‌شهر - خیابان امام خمینی N38.394167, E47.671944                                                                               |
| شهید مدنی         | انتظامی    |                              | اردبیل            | اصلاندوز  | مختصات: N39.393056, E47.427500 |
| ثامن الائمه       | انتظامی    |                              | خراسان رضوی       | نیشابور   | مرکز آموزشی رزم مقدماتی ثامن‌الائمه نیروی انتظامی نیشابور کیلومتر ۲ اتوبان نیشابور - تهران                                         |
| شهدای آتش‌نشان     | انتظامی    |                              | البرز             | کرج       | کرج کمالشهر (پشت آتش‌نشانی) |
| پادگان قدر        | انتظامی    | سرهنگ فرامرز نژاد ولی        | آذربایجان شرقی    | هادیشهر   | |
| مازندران          | انتظامی    |                              | مازندران          | ساری      | فرماندهی انتظامی - (ساری - خیابان ارتش - جنب دادسرای عمومی انقلاب)                                                                |
| باهنر             | انتظامی    |                              | کرمان             | باغین     | فاصله تا شهر کرمان حدود ۱۵ کیلومتر N30.187778, E56.827500                                                                         |
| جهرم              | انتظامی    |                              | فارس              | جهرم      | |
| شهید قاسمیان      | انتظامی    |                              | مازندران          | قائم شهر  | شیرگاه - زیرآب |
| یگان امداد فاتب   | یگان امداد |                              | تهران             | تهران     | تهران خیابان شریعتی خیابان معلم مرودشت جنوبی                                                                                      |
| ماهدشت            | یگان ویژه  |                              | البرز             | ماهدشت    | یگان ویژه کرج جاده ماهدشت (احتمالاً همان شهید چمران روبروی زندان قزلحصار)                                                          |
| زاهدان            | یگان ویژه  |                              | سیستان و بلوچستان | زاهدان    | |
| یگان ویژه مشهد    | یگان ویژه  |                              | خراسان رضوی       | مشهد      | کوهسنگی رضا شهر |
| المهدی کهریزک     | یگان ویژه  |                              | تهران             | کهریزک    | شورآباد - فاصله از جاده قدیم تهران قم ۱۲ کیلومتر - یگان ویژه ناجا (تیپ المهدی) فاصله تا باقرشهر ۱۸ کیلومتر N36.269167, E59.570556 |

## نیروی زمینی (نزاجا)
| نوع ارگان   | نام محل خدمت                   | یگان خدمتی | استان             | شهر             | آدرس |       |
| ----------- | ------------------------------ | ---------- | ----------------- | --------------- | --- | ----- |
| نیروی زمینی | شهدای وظیفه                    | ارتش       | تهران             | تهران           | معروف به ۰۱ N35.684167, E51.498056                                                                       |       |
| نیروی زمینی | شهید انشایی                    | ارتش       | تهران             | تهران           | معروف به ۰۲ N35.526150, E51.008405                                                                       |       |
| نیروی زمینی | شهید شعبان برخورداری           | ارتش       | آذربایجان شرقی    | عجب شیر         | معروف به ۰۳                                                                                              |       |
| نیروی زمینی | امام رضا                       | ارتش       | خراسان جنوبی      | بیرجند          | معروف به ۰۴ جاده بیرجند خوسف - ۱۸ کیلومتری بیرجند (۱۰ کیلومتری خوسف) N32.850278, E58.976667              |       |
| نیروی زمینی | شهید اشرف گنجوی                | ارتش       | کرمان             | کرمان           | معروف به ۰۵ انتهای بلوار شهید صیاد شیرازی - محله سرآسیاب N30.288056, E57.163611                          | [ ۴ ] |
| نیرو زمینی  | مرکز آموزش درجه‌داری جوادالائمه | ارتش       | تهران             | تهران           | معروف به ۰۶ پادگان ۱۰۶ خ پاسداران جنب گلستان دهم: مخصوص کادری‌ها چهارراه پاسداران سمت راست: مخصوص سربازها |       |
| نیروی زمینی | شهید سید قنبر ترابی            | ارتش       | فارس              | کازرون          | معروف به ۰۷ کازرون - بلوار امام حسین - نرسیده به میدان امام حسین - روبروی پمپ بنزین                      |       |
| نیروی زمینی | شهید ابراهیم نوری              | ارتش       | سیستان و بلوچستان | خاش             | معروف به ۰۸ جاده خاش زاهدان - ۵ کیلومتر بعد از میدان ورودی شهر                                           |       |
| نیروی زمینی | هوابرد شیراز                   | ارتش       | فارس              | شیراز           | چهارراه هوابرد و بنفشه در شیراز یا منطقه سیاخ دارنگون (جاده شیراز - کازرون)                              |       |
| نیروی زمینی | مراغه                          | ارتش       | آذربایجان شرقی    | مراغه           | N37.346111, E46.164722                                                                                   |       |
| نیرو زمینی  | شهرضا                          | ارتش       | اصفهان            | شهرضا           | گروه ۲۲ توپخانه N31.938889, E51.820833                                                                   |       |
| نیروی زمینی | توپخانه ۳۳                     | ارتش       | تهران             | پرندک           | گروه ۳۳ توپخانه                                                                                          |       |
| نیروی زمینی | قزوین                          | ارتش       | قزوین             | قزوین           | لشکر ۱۶ زرهی N36.288611, E50.028056                                                                      |       |
| نیروی زمینی | شهید حسن آبشناسان              | ارتش       | تهران             | پرندک           | لشکر ۲۳ تکاوری پرندک N35.505278, E51.014444                                                              |       |
| نیروی زمینی | دوآب                           | ارتش       | مازندران          | سوادکوه         | لشکر ۳۰                                                                                                  |       |
| نیرو زمینی  | چهل دختر                       | ارتش       | سمنان             | چهل دختر شاهرود | لشکر ۵۸ N36.710278, E55.301944                                                                           |       |
| نیرو زمینی  | امام قلی                       | ارتش       | خراسان رضوی       | قوچان           | N37.400556, E58.517778                                                                                   |       |
| نیرو زمینی  | کرمانشاه                       | ارتش       | کرمانشاه          | کرمانشاه        | لشکر ۸۱ زرهی                                                                                             |       |
| نیرو زمینی  | ارومیه                         | ارتش       | آذر بایجان غربی   | ارومیه          | |       |
| نیروی زمینی | لشگرک تهران                    | ارتش       | تهران             | لواسانات        | جاده لواسانات_ آموزش تکاور                                                                               |       |
| نیرو زمینی  | ارتش تهران                     | ارتش       |                   |                 | لشکر ۵۷ - پشت نظام وظیفه تهران                                                                           |       |
| نیرو زمینی  | مرکز آموزش و تربیت شهدای مرصاد | ارتش       | کرمانشاه          | کرمانشاه        | معروف به مرکز 09                                                                                         |       |

## نیروی هوایی (نهاجا)
| نوع ارگان   | نام محل خدمت                            | یگان خدمتی | استان          | شهر       | آدرس                                                                                      |
| ----------- | --------------------------------------- | ---------- | -------------- | --------- | ----------------------------------------------------------------------------------------- |
| نیروی هوایی | شکاری تبریز                             | ارتش       | آذربایجان شرقی | تبریز     | پایگاه دوم شکاری                                                                          |
| نیروی هوایی | شهید وحدتی فر                           | ارتش       | خوزستان        | دزفول     | پایگاه چهارم شکاری دزفول                                                                  |
| نیروی هوایی | شهید دوران                              | ارتش       | فارس           | شیراز     | پایگاه هفتم شکاری                                                                         |
| نیروی هوایی | شهید بابایی اصفهان                      | ارتش       | اصفهان         | اصفهان    | بزرگراه شهید آیت الله رئیسی - پایگاه هشتم شکاری اصفهان - فاصله تا ترمینال کاوه ۱۶ کیلومتر |
| نیروی هوایی | بندرعباس                                | ارتش       | هرمزگان        | بندر عباس | پایگاه نهم شکاری                                                                          |
| نیروی هوایی | دانشگاه هوایی ستاری                     | ارتش       | تهران          | تهران     | شمشیری آذری                                                                               |
| نیروی هوایی | پایگاه تسهیلات پروازی شهید گنابادی نژاد | ارتش       | خراسان رضوی    | سبزوار    | سبزوار - روستای استیر                                                                     |
| نیروی هوایی | شهید نوژه                               | ارتش       | همدان          | کبودرآهنگ | قرارگاه پدافند خاتم‌الانبیا همدان - پایگاه شکاری مختصات: N35.199737, E48.677627            |
| نیروی هوایی | نیروی هوایی مشهد                        | ارتش       | خراسان رضوی    | مشهد      | پایگاه چهاردهم شکاری                                                                      |
| نیروی هوایی | شهید خضرایی                             | ارتش       | تهران          | تهران     | مرکز آموزشی نیروی هوایی تهران (خیابان دماوند) N34.484838, E47.005529                      |

## نیرو پدافند هوایی (نپاجا)
| نوع ارگان                    | نام محل خدمت                             | یگان خدمتی | استان          | شهر                                 | آدرس |
| ---------------------------- | ---------------------------------------- | ---------- | -------------- | ----------------------------------- | --- |
| پدافند هوایی                 | مرکز آموزش وظیفه و شهدای میدان تیر سمنان | ارتش       | سمنان          | سمنان                               | پدافند هوایی سمنان (پدافند قرارگاه خاتم‌الانبیاء آجا) شهر سمنان میدان استاندارد به سمت جاده سرکویر ۳۳ کیلومتر به سمت حسینیان     |
| نیروی پدافند هوایی           | پدافند بیرجند                            | ارتش       | خراسان جنوبی   | بیرجند                              | منطقه پدافند هوایی شرق (پدافند قرارگاه خاتم‌الانبیاء آجا)                                                                        |
| نیروی پدافند هوایی           | پدافند اصفهان                            | ارتش       | اصفهان         | اصفهان                              | منطقه پدافند هوایی مرکز (پدافند قرارگاه خاتم‌الانبیاء آجا)                                                                       |
| نیروی پدافند هوایی           | پدافند همدان                             | ارتش       | همدان          | همدان                               | منطقه پدافند هوایی غرب (پدافند قرارگاه خاتم‌الانبیاء آجا)                                                                        |
| نیروی پدافند هوایی           | پدافند بندرعباس                          | ارتش       | هرمزگان        | بندرعباس                            | منطقه پدافند هوایی جنوب شرق (پدافند قرارگاه خاتم‌الانبیاء آجا)                                                                   |
| نیروی پدافند هوایی           | پدافند تبریز                             | ارتش       | آذربایجان شرقی | تبریز                               | منطقه پدافند هوایی شمال غرب (پدافند قرارگاه خاتم‌الانبیاء آجا)                                                                   |
| نیروی پدافند هوایی           | پدافند مشهد                              | ارتش       | خراسان رضوی    | مشهد                                | منطقه پدافند هوایی شمال شرق (پدافند قرارگاه خاتم‌الانبیاء آجا)                                                                   |
| پدافند هوائی شهید حمید عسکری | هاشم‌آباد                                 | ارتش       | اصفهان         | شهرستان کوهپایه جاده نائین هاشم‌آباد | جاده نایین اصفهان فاصله از نایین ۳۵ کیلومتر مابین دو روستای دلگشا و وج (پدافند قرارگاه خاتم‌الانبیاء آجا) N32.743333, E52.763333 |
| نیروی پدافند هوایی           | پدافند تهران                             | ارتش       | تهران          | تهران                               | منطقه پدافند هوایی شمال تهرانسر (پدافند قرارگاه خاتم‌الانبیاء آجا)                                                               |
| نیروی پدافند هوایی           | پدافند امیدیه                            | ارتش       | خوزستان        | امیدیه                              | منطقه پدافند هوایی جنوب غرب (پدافند قرارگاه خاتم‌الانبیاء آجا)                                                                   |
| نیروی پدافند هوایی           | پدافند بوشهر                             | ارتش       | بوشهر          | بوشهر                               | منطقه پدافند هوایی جنوب (پدافند قرارگاه خاتم‌الانبیاء آجا)                                                                       |

## نیروی دریایی (نداجا)
| نوع ارگان                   | نام محل خدمت | یگان خدمتی | استان | شهر        | آدرس                                                |
| --------------------------- | ------------ | ---------- | ----- | ---------- | --------------------------------------------------- |
| نیروی دریایی                | کوهک         | ارتش       | تهران | کوهک       | میدان رسالت - خیابان نیروی دریایی                   |
| نیروی دریایی                | سیرجان       | ارتش       | کرمان | سیرجان     |                                                     |
| نیرو دریایی                 | بندر انزلی   | ارتش       | گیلان | بندر انزلی |                                                     |
| نیروی دریایی                | شهید نامجو   | ارتش       | گیلان | حسن رود    | جاده رشت انزلی - حسن رود - روبروی رستوران امیرسالار |
| مرکز آموزش تفنگداران دریایی | منجیل        | ارتش       | گیلان | منجیل      |                                                     |

## نیروی زمینی
| نوع ارگان    | نام محل خدمت                             | یگان خدمتی | استان              | شهر                                           | آدرس |
| ------------ | ---------------------------------------- | ---------- | ------------------ | --------------------------------------------- | --- |
| نیروی زمینی  | شهدا کرمانشاه                            | سپاه       | کرمانشاه           | کرمانشاه                                      | رزم مقدماتی نزسا N34.484838, E47.005529 |
| نیرو زمینی   | شهید هاشمی نژاد                          | سپاه       | خراسان شمالی       | شیروان                                        | جاده قوچان شیروان - ۶ کیلومتری میدان معلم شیروان - ۱۰ کیلومتر به سمت شمال البته این پادگان با نام شهید بهشتی نیز شناخته می‌شود. (ظاهراً با کد ۶۵ یکی می‌باشد) |
| نیروی زمینی  | سلمان                                    | سپاه       | خراسان رضوی        | سبزوار                                        | سبزوار - ابتدای جاده قوچان |
| نیرو زمینی   | نبی اکرم                                 | سپاه       | یزد                | میبد                                          | میبد - جاده ندوشن - بعد از کارخانه قند - ۱۰ کیلومتر به سمت راست N32.246389, E53.87222                                                                      |
| نیروی زمینی  | مالک اشتر                                | سپاه       | آذربایجان غربی     | ارومیه                                        | |
| نیروی زمینی  | امام سجاد                                | سپاه       | فارس               | اقلید                                         | |
| زمینی دریایی | ولیعصر                                   | سپاه       | مازندران           | ساری                                          | |
| نیرو زمینی   | شهید باکری                               | سپاه       | خوزستان            | دزفول                                         | ۱۵ کیلومتری شمال دزفول (ظاهراً با کد ۲۶۵ یکی می‌باشد) |
| نیروی زمینی  | المهدی                                   | سپاه       | مازندران           | بابل                                          | روستای خوشرود - ده بند پی غربی (فاصله از بابل حدود ۲۰ کیلومتر)                                                                                             |
| نیروی زمینی  | شهید قدوسی                               | سپاه       | یزد                | یزد                                           | |
| نیرو زمینی   | شهید حبیب‌اللهی                           | سپاه       | خوزستان            | اهواز                                         | |
| نیرو زمینی   | کرمانشاه                                 | سپاه       | کرمانشاه           | کرمانشاه                                      | شهید همت روانسر |
| نیرو زمینی   | شهید پازوکی                              | سپاه       | تهران              | پیشوا                                         | لشکر ۲۷ افسریه |
| نیرو زمینی   | مرکز آموزش رزم مقدماتی آیت‌الله خاتمی یزد | سپاه       | یزد                | خاتم                                          | |
| نیروی زمینی  | شهید مدرس                                | سپاه       | البرز              | کرج                                           | کرج - کیلومتر ۲۸ اتوبان تهران - شهرک خاتم الانیبا - بعد از پل فردیس کرج - جنب پارک جهان‌نما N35.776667, E51.047222                                          |
| نیرو زمینی   | عاشورا                                   | سپاه       | آذربایجان شرقی     | تبریز                                         | لشکر ۳۱ - منظریه تبریز |
| نیرو زمینی   | امام علی                                 | سپاه       | اصفهان             | مبارکه                                        | این کد مرکز آموزشی سپاه صاحب الزمان می‌باشد. |
| نیروی زمینی  | تیپ۴۴ قمر بنی هاشم                       | سپاه       | چهارمحال و بختیاری | شهرکرد                                        | میدان قمر بنی هاشم- کمربندی آیت الله هاشمی رفسنجانی- جنب میدان میوه و تره بار                                                                              |
| نیرو زمینی   | زنجان                                    | سپاه       | زنجان              | زنجان                                         | |
| نیرو زمینی   | کرمان                                    | سپاه       | کرمان              | کرمان                                         | |
| نیروی زمینی  | امام رضا (ع)                             | سپاه       | فارس               | استان فارس جاده کازرون_چنارشاهیجان استان فارس | [ ۷ ] |
| نیرو زمینی   | شهید ثابت خواه                           | سپاه       | کرمانشاه           | گیلان غرب                                     | N34.109444, E46.037222 |
| نیروی زمینی  | شهید قاضی                                | سپاه       | آذربایجان شرقی     | تبریز                                         | N37.943261, E46.025696 |
| نیروی زمینی  | ولیعصر (عج)                              | سپاه       | فارس               | آباده                                         | |

## نیروی هوافضای
| نوع ارگان     | نام محل خدمت | یگان خدمتی | استان | شهر    | آدرس |
| ------------- | ------------ | ---------- | ----- | ------ | ---- |
| نیروی هوافضای | خاتم         | سپاه       | یزد   | خاتم   |      |
| نیروی هوافضای | اردکان       | سپاه       | یزد   | اردکان |      |

## نیروی دریایی
| نوع ارگان    | نام محل خدمت     | یگان خدمتی | استان | شهر    | آدرس |
| ------------ | ---------------- | ---------- | ----- | ------ | ---- |
| نیروی دریایی | احمد بن موسی (ع) | سپاه       | فارس  | مرودشت |      |

| نوع ارگان | نام محل خدمت | یگان خدمتی | استان | شهر   | آدرس |
| --------- | ------------ | ---------- | ----- | ----- | --- |
|           | شهدا جوادنیا | وزارت دفاع | قزوین | قزوین | جاده آبیک قزوین - 7KM بعد از خروجی طالقان به سمت قزوین (۱۲ کیلومتر از آبیک به سمت قزوین) - 2.5KM به جهت شمال تنها مرکز آموزش وزارت دفاع N36.135086, E50.427545 |

| نوع ارگان      | نام محل خدمت | یگان خدمتی | استان | شهر    | آدرس                                                                                   |
| -------------- | ------------ | ---------- | ----- | ------ | -------------------------------------------------------------------------------------- |
|                | کرمان        | هواپیمایی  | کرمان | کرمان  |                                                                                        |
| ستاد مشترک     | ستاد مشترک   | سپاه       | تهران | تهران  | میدان بسیج                                                                             |
|                | مرودشت       | سپاه       | فارس  | مرودشت |                                                                                        |
| دژبانی         | کهریزک       | ارتش       | تهران | کهریزک | جاده قدیم تهران قم - مابین شهر کهریزک و بهشت زهرا (معروف به دژبان مرکز) متعلق به سماجا |
| سازمان زندانها | شهید کچویی   | قوه قضائیه | البرز | کرج    | تنها پادگان آموزشی سربازهای زندان                                                      |
| ستاد مشترک     | ستاد مشترک   | ارتش       | تهران | تهران  | خیابان شریعتی- بالاتر از چهار راه قصر                                                  |

- نیروهای مسلح جمهوری اسلامی ایران
- ارتش جمهوری اسلامی ایران
- سپاه پاسداران انقلاب اسلامی
- فرماندهی انتظامی جمهوری اسلامی ایران
- سربازی
- سربازی در ایران
- خدمت وظیفه عمومی

1. ↑  حامد هادیان (۳۱ خرداد ۱۳۹۳–۱۱:۱۷:۰۹). «و ناگهان سربازی». همشهری. دریافت‌شده در ۲۲ مرداد ۱۳۹۵. تاریخ وارد شده در |تاریخ= را بررسی کنید (کمک)
2. ↑  «کاملترین مرجع کدهای مراکز آموزش نظام وظیفه». ۶ مرداد ۱۳۹۰. بایگانی‌شده از اصلی در ۱ ژوئیه ۲۰۱۷. دریافت‌شده در ۱ ژوئن ۲۰۱۷.
3. ↑  «لیست اسامی پادگان‌های تهران + آدرس».
4. ↑  «کدهای محل اعزام خدمت سربازی». ۶ مرداد ۱۳۹۴. بایگانی‌شده از اصلی در ۲۵ مه ۲۰۱۷. دریافت‌شده در ۱ ژوئن ۲۰۱۷.
5. ↑  «ستاد مرکزی نیرو دریایی». بایگانی‌شده از اصلی در ۱۵ اوت ۲۰۱۷. دریافت‌شده در ۵ ژوئن ۲۰۱۷.
6. ↑  «کدهای مراکز آموزش نظامی». ۶ مرداد ۱۳۹۲. بایگانی‌شده از اصلی در ۲۳ ژانویه ۲۰۲۱. دریافت‌شده در ۷ ژوئن ۲۰۲۱.
7. ↑  «دربارهٔ انتقال پادگان آموزشی امام رضا (ع)».[پیوند مرده]